# Летище „Франкфурт на Майн“
Летище „Франкфурт на Майн“ (на немски: Flughafen Frankfurt am Main), или Рейн-Майнско летище (Rhein-Main-Flughafen), е главно международно летище, разположено до Франкфурт на Майн. Оперира се от „Fraport“ и е хъб за Lufthansa, както и за Lufthansa CityLine и Lufthansa Cargo, Condor и AeroLogic. Площта, която заема летището е 2000 хектара земя, два терминала, които могат да обслужат 65 милиона пътници годишно, 4 писти, логистични бази, както и съоръжения за поддръжка.
То е сред водещите летища в света и най-натовареното в Германия. През него минават над 60 млн. пътници годишно, което го нарежда на 4-то място в Европа след „Хийтроу“ (Лондон), „Шарл дьо Гол“ (Париж) и „Ататюрк“ (Истанбул). То е 12-ото най-натоварено летище в света, като през 2015 г. през него са преминали 61.032 пътника. За 2015 г. летището е на първо място по карго трафик. За същата година аеропортът е определен, като летището свързано с най-много дестинации в чужди държави.
Южната част на летището е била част от военновъздушната база на Рейн-Майн, което е било част от базата на САЩ (1947 – 2005), но след това е придобита от Fraport.

## Локация
Летището се намира на 12 км югозападно от град Франкфурт на Майн. То е разположено съвсем близо до най-натоварения пътен възел в Германия, където се срещат 2-те най-натоварени магистрали – А3 и А5.
Летището е разположено в немския метрополис Франкфурт/Рейн-Майн, който е третият най-голям във федералната република. Добре осигурено с транспорт, до него се стига с влак за не повече от 2 часа от Кьолн, Щутгарт и др.

## История

### Първо летище
През 1909 година на 16 ноември е открита първата авиолиния в света – Deutsche Luftschiffahrts-Aktiengesellschaft, точно във Франкфурт. След което е построено първото летище във Франкфурт, разположено на север от Бокенхайм. Първоначално аеропортът е обслужвал дирижабли. Отворено е през 1912 година и е разширено след Първата световна война. Според доклад на експерти, летището не е могло да бъде разширено повече след това.
С основаването на Deutsche Luft Hansa през 1926 година се наблюдава голямо развитие на въздушния транспорт. Дирижаблите вече не могат да отговорят на търсенето на хората. Появили се планове за ново летище, те били одобрени, но вследствие на Голямата депресия, не могли да бъдат осъществени. 1933 година плановете били одобрени и дали старт на конструирането на ново летище.

### Второ летище
Новото летище отваря врати на 8 юли 1936 година. Първият самолет, който каца е Junkers Ju 52/3m, 6 дена по-късно и LZ 127 Graf Zeppelin. В същата година са превозени 58 000 пътници, 800 тона карго, а следващата година 1937 – 966 тона карго, 70 000 пътници. Същата година се случва сериозен инцидент. Дирижабълът от Франкфурт на Майн за Ню Йорк претърпява злополука и умират 36 пътника, това слага край на дирижаблите.
След рестрикциите за немските граждани за пътуване, 1951 година биват премахнати и гражданската авиация започва да се развива. 1952 година през летището преминали 400 000 пасажери, а година по-късно надхвърлят 500 000. В порядъка 100 – 120 самолета излитат и кацат на ден на летището. През 1955 година продължават полетите на Lufthansa, същата година ФРГ получава въздушен суверенитет от Съюзниците. Две години по-късно (1957) е разширена северната писта до 3900 метра, правейки я съвместима и за джетовете.
1961 година летището става второто най-натоварено в Европа след Лондон „Хийтроу“ с над 2 милиона пасажери и над 80 000 кацания и излитания. Година по-късно е взето решение за нов терминал с капацитет 30 милиона пътници, но работата започва през 1965 г. Южната писта е разширена до 3750 м.
Терминал 1 („Централен терминал“) отваря врати на 14 март 1972 година. Има 56 изхода, електронна система за багаж и 3 конкурса (A, B и C). Терминалът трябва да издържи 30 години. Пусната е и първата жп гара до аеропорт, а именно във Франкфурт на Майн. Няколко дни по-късно старият терминал („Терминал Изток“) е затворен.
Планирано е строителство на трета писта (Startbahn 18 West) още през 1973, но последват много протести. Протестите са от жители и еколози. Прогнозите са за високи нива на шум, изсичане на много от защитените дървета във Frankfurt City Forest и замърсяване. Въпреки тези протести, пистата е построена и пусната в експлоатация през 1984 година, протестите продължават. Пистата е ориентирана север – юг и използването ѝ е ограничено. Може да се използва само за излитания от север и при наличие на силни северни ветрове бива частично или изцяло затваряна.
През 1990 година започва работата по нов терминал – 2, който е представен от конкурси D, E. Налага се строежът му поради по-скорошното изчерпване на капацитета на терминал 1. Строежът е на мястото на бившия терминал „Изток“. След пускането му в експлоатация през 1994 година, летището разполага с капацитет от 54 милиона пътници за година. През 1999 година е построена жп гара до терминал 1, която е част от Колн-Франкфуртската скоростна жп линия.
2007 година е построено съоръжение за поддръжка на Еърбъс А380. Причината е, че Lufthansa искат да ситуират там своите самолети от този тип. Поради икономически причина само половината от сградата е построена. Двата терминала претърпяват големи промени, за да могат да обслужват A 380, Първият такъв влиза в експлоатация през юни 2010 г.
Планове за изграждане на четвърта писта на летището са били под въпрос още от 1997 г. насам, но поради конфликтите с изграждането на третата писта, Фрапорт приема групи от еколози на жители да участват в процеса за намиране на взаимно приемливо решение. Три години по-късно се стига до решението, а именно изграждане на къса писта (само 2,8 км), която да се използва само за излитане от малки самолети и ограничение за ползване на пистата от 23ч до 5ч., с което се ограничава и шумът. Планът е одобрен от правителството през 2007 година, но ограничението за ползването на пистата е вдигнато, тъй като аеропортът е интернационален. Изграждането на пистата започва през 2009 година.

## Терминали

### Терминал 1
Терминал 1 е най-старият терминал. Той е дълъг 420 метра. Бива разширяван няколко пъти и е разделен на 4 конкурса: A, B, C, Z. Капацитетът му е почти 50 милиона пътника годишно. Разделен е на 3 нива: на най-горното е залата за заминаващи и чек-ин гишетата, на първия етаж е залата за пристигащи, а на подземното ниво е паркингът и жп гарата. Терминалът разполага със 103 гишета.
| Авиокомпания                  | Град – Летище |
| ----------------------------- | --- |
| Adria Airways                 | Любляна, Прищина, Тирана |
| Aegan Airlines                | Атина, Солун |
| Air Canada                    | Калгари, Монреал, Торонто Сезонно: Отава |
| Air China                     | Пекин, Чънду, Шанхай, Шънджън |
| All Nippon Airways            | Токио – Ханеда |
| Asiana Airlines               | Сеул „Инчон“ |
| Austrian Airlines             | Виена, Грац, Залцбург, Инсбрук |
| Bulgaria Air                  | София |
| Condor                        | Агадир, Анталия, Барбадос, Ванкувър, Варадеро, Виндхук, Гран Канария, Занзибар, Канкун, Килиманджаро, Лансароте, Ла Палма, Лас Вегас, Мавриций, Мае, Мале, Момбаса, Монтенего Бай, Олгин, Панама Сити, Пуерто Плата, Пунта Кана, Ресифи, Салвадор да Баия, Санто Доминго, Сан Хосе, Сан Хуан, Сиатъл/Такома, Тенерифе – юг, Тобаго, Форталеза, Фуертевентура, Фунчал, Хавана, Хургада Сезонно: Анкъридж, Антигуа, Балтимор, Бангкок, Бургас, Гренада, Даламан, Джерба, Енфида, Ибиса, Ираклио, Каламата, Калгари, Кейп Таун, Корфу, Ларнака, Миконос, Минеаполис/Сейнт Пол, Ню Орлиънс (от 3 май 2017), Остин, Палма де Майорка, Портланд, Порто Санто (от 3 април 2017), Пукет, Риека, Рио де Жанейро, Родос, Самос (от 30 май 2017), Сан Диего (от 1 май 2017), Санторини, Сплит, Торонто – Пиърсън, Феърбанкс, Фор дьо Франс, Форт Лодърдейл, Уайтхорс, Халифакс, Ханя, Херес де ла Фронтера |
| El Al                         | Тел Авив |
| Ethiopian Airlines            | Адис Абеба |
| LATAM Brasil                  | Сао Пауло „Гуарулюс“ |
| LATAM Чили                    | Мадрид, Сантяго |
| LOT                           | Варшава |
| Lufthansa                     | Абърдийн, Абуджа, Адис Абеба, Алжир, Аликанте, Алмати, Аман, Амстердам, Анкара, Анталия, Астана, Атина, Атланта, Ашхабат, Базел/Мюлуз, Баку, Бангалор, Банкок, Барселона, Бахрейн, Бейрут, Белград, Берлин „Тегел“, Бидгошч, Билбао, Билун, Бирмингам, Богота, Болоня, Бостън, Бремен, Брюксел, Будапеща, Буенос Айрес „Езейза“, Букурещ „Отопени“, Валенсия, Ванкувър, Варшава, Вашингтон – Дълес, Венеция, Виена, Вроцлав, Гданск, Гьотеборг, Далас/Форт Уърт, Дамам, Делхи, Денвър, Детройт, Джеда, Доха, Дрезден, Дубай, Дюселдорф, Дъблин, Единбург, Женева, Загреб, Зилт, Истанбул „Ататюрк“, Йоханесбург, Казабланка, Кайро, Катовице, Киев, Копенхаген, Краков, Кувейт, Лагос, Лайпциг, Линц, Лисабон, Лион, Лондон „Сити“, Лондон „Хийтроу“, Лос Анджелис, Луанда, Люксембург, Мадрид, Малабо, Малага, Малта, Манчестър, Маракеш, Марсилия, Маями, Мексико Сити, Милано „Линате“, Милано „Малпенса“, Минск, Москва „Шереметиево“, Мумбай, Мюнхен, Мюнстер/Оснабрюк, Нагоя, Найроби, Нанкин, Наполи, Ница, Нюарк, Ню Йорк, Нюрнберг, Олбор, Орландо, Осака – Кансай, Осло, Панама Сити, Париж „Шарл дьо Гол“, Пекин, Познан, Порто, Порт Харкорт, Прага, Пуна, Рига, Рияд, Рим „Фиумичино“, Рио де Жанейро, Санкт Петербург, Сан Франциско, Сан Хосе, Сао Пауло, Севиля, Сеул „Инчон“, Сиатъл/Такома, Сингапур, София, Сткохолм, Талин, Тампа, Тел Авив, Техеран, Тирана, Токио „Нарита“, Токио „Ханеда“, Торино, Торонто – Пиърсън, Тулуза, Фаро, Филаделфия, Флоренция, Фридришхафен, Фунчал, Хамбург, Хановер, Хелзинки, Хонг Конг, Хюстън, Циндао, Цюрих, Ченай, Чикаго „О'Хеър“, Шанхай, Щутгарт |
| Qatar Airways                 | Доха |
| Scandinavian Airlines         | Копенхаген, Осло, Стокхолм „Арланда“ |
| Singapore Airlines            | Ню Йорк, Сингапур |
| South African Airways         | Йоханесбург |
| Swiss International Air Lines | Цюрих |
| TAP Portugal                  | Лисабон |
| Thai Airways                  | Банкок, Пукет |
| Turkish Airlines              | Истанбул „Ататюрк“, Истанбул „Сабиха Гьокчен“ |
| United Airlines               | Вашингтон – Дълес, Нюарк, Сан Франциско, Хюстън, Чикаго „О'Хеър“ |

### Терминал 2
Терминал 2 е в експлоатация от 1994 година и има капацитет от 15 милиона пътника годишно. Разделен е на конкурси D и E. Има 42 изхода и е пригоден да обслужва A380.
| Авиокомпания                   | Град – Летище |
| ------------------------------ | --- |
| Aer Lingus                     | Дъблин |
| Aeroflot                       | Казан, Москва „Шереметиево“ |
| Air Berlin                     | Берлин „Тегел“, Катания, Мадрид, Палма де Майорка Сезонно: Ибиса, Корфу, Хургада |
| Air Europa                     | Мадрид |
| Air France                     | Париж „Шарл дьо Гол“ |
| Air Namibia                    | Виндхук |
| Air Serbia                     | Белград |
| Alitalita                      | Милано Линате, Рим „Фиумичино“ |
| American Airlines              | Далас, Шарлот |
| British Airways                | Лондон „Сити“, Лондон „Хийтроу“ |
| Czech Airlines                 | Прага |
| Delta Airlines                 | Атланта, Детройт, Ню Йорк |
| Emirates                       | Дубай Интърнешънъл |
| Etihad Airways                 | Абу Даби |
| Iberia                         | Мадрид |
| KLM                            | Амстердам |
| Korean Air                     | Сеул „Инчон“ |
| Ryanair                        | Аликанте, Малага, Палма де Майорка, Фаро (всички започват на 29 март 2017) |
| Saudia                         | Джеда, Рияд Сезонно: Медина |
| SunExpress Deutschland         | Агадир, Адана, Анкара, Анталия, Газипаша, Ибиса, Измир, Ламеция Терме, Ланцароте, Луксор, Марса Алам, Палма де Майорка, Ханя, Хургада, Шарм еш-Шейх Сезонно: Бургас, Варна, Самсун, Солун |
| TAROM                          | Букурещ „Отопени“, Клуж-Напока |
| Ukraine International Airlines | Киев Бориспол |
| Vietnam Airlines               | Ханой, Хошимин |
| Vueling                        | Барселона |

### Луфтханза първа класа терминал
Луфтханза имат специална постройка, наречена „Първа класа терминал“, разположена до терминал 1. Тя е само за лоялни клиенти на компанията и за пътниците първа класа само и единствено на Луфтханза. За останалите пасажери, пътуващи в първа класа, но не с немската компания, имат специални зали в терминалите т.е. не ползват тази пристройка. Използва се от 300 пътника дневно, а пасажерите биват откарвани до самолетите с луксозни коли.

### Терминал 3 (строи се)
През 2009 година немското правителство взима решението да построи по още един – трети терминал за летищата във Франкфурт на Майн и в Мюнхен поради нарастващия пътникопоток. Очакванията са летището във Франкфурт да приеме над 90 милиона пасажери в бъдеще. Терминалът трябва да бъде построен от Fraport. Ще се намира южно от вече съществуващите терминали, на мястото на Рейн-Майнската военновъздушна база. Самият терминал ще е с капацитет от 25 милиона души и ще има 75 стоянки. Едва през 2015 година започва строежът, ще има 4 изхода и ще отвори врати през 2022 година. Средствата са 3 милиарда евро.

## Статистика

### Пътници
| 2000        | 49 360 620 |
| 2001        | 48 559 980 |
| 2002        | 48 450 356 |
| 2003        | 48 351 664 |
| 2004        | 51 098 271 |
| 2005        | 52 219 412 |
| 2006        | 52 810 683 |
| 2007        | 54 161 856 |
| 2008        | 53 467 450 |
| 2009        | 50 932 840 |
| 2010        | 53 009 221 |
| 2011        | 56 436 255 |
| 2012        | 57 520 001 |
| 2013        | 58 036 948 |
| 2014        | 59 570 000 |
| 2015        | 61 032 022 |
| Source: ADV |            |

### Дестинации
| Позиция | Дестинация           | Преминали пътници | Авиолинии                                   |
| ------- | -------------------- | ----------------- | ------------------------------------------- |
| 1       | Берлин „Тегел“       | 802 000           | Lufthansa, Air Berlin                       |
| 2       | Хамбург              | 745 100           | Lufthansa                                   |
| 3       | Лондон „Хийтроу“     | 639 500           | British Airways, Lufthansa                  |
| 4       | Цюрих                | 621 070           | Lufthansa, Swiss International Air Lines    |
| 5       | Виена                | 484 200           | Austrian Airlines, Lufthansa                |
| 6       | Мюнхен               | 475 100           | Lufthansa                                   |
| 7       | Мадрид               | 459 400           | Iberia, LAN Airlines, Lufthansa, Air Europa |
| 8       | Чикаго „О'Хеър“      | 451 700           | Lufthansa, United Airlines                  |
| 9       | Париж „Шарл дьо Гол“ | 448 200           | Air France, Lufthansa                       |
| 10      | Сингапур             | 429 500           | Lufthansa, Singapore Airlines               |